# EuroBillTracker
EuroBillTracker (EBT, por sus siglas en inglés) es la página web de un proyecto que tiene por objeto seguir la pista a los billetes de euro alrededor de Europa y de todo el mundo.

## Características
El proyecto EuroBillTracker nació con la puesta en circulación del euro, el 1 de enero de 2002, inspirándose en Where's George? El nombre de EuroBillTracker se deriva de euro y los términos Bill (Billete) y Tracker (Rastreador), haciendo homenaje a su función como Rastreador de Billetes de Euro.
Dado que cada billete es un elemento único, sobre la base de su código de impresión y serie, EBT sirve de plataforma para seguir los pasos de los billetes a lo largo de su circulación. Cada participante registra en la base de datos los números de serie y la información de localización de cada billete que pasa por sus manos, de lo que se obtiene:
- Información del billete: El lugar donde el billete fue impreso y el país para cuya emisión está destinado.
- Información de seguimiento: Cuando un billete es introducido por segunda vez, los usuarios que previamente lo registraron reciben un aviso que les informa del evento. Estas coincidencias —hits— pueden consultarse en la sección de estadísticas.
- Información de difusión: La web recopila información sobre la circulación de los billetes de euro a través de la eurozona.
- Estadísticas y rankings: La web genera multitud de gráficos, mapas y estadísticas sobre la circulación de los billetes de euro. Además, genera una serie de rankings sobre el uso de la web ¿Quién introduce más billetes? ¿Cuáles son los países o ciudades que registran más billetes? ¿Cuál ha sido el viaje más largo de un billete?...

La propiedad de la página web y de la base de datos de EuroBillTracker recae en la Asociación Europea de EuroBillTracker, organización sin ánimo de lucro que no está de ningún modo afiliada a la Unión Europea, al Banco Central Europeo, al Banco Nacional de ningún país, ni a ningún otro banco o entidad financiera. La Asociación certifica que el uso de EuroBillTracker es y seguirá siendo gratuito.

## Funcionamiento
EuroBillTracker permite seguir los pasos de los billetes que pasan por nuestras manos. Su dinámica es la siguiente: los usuarios simplemente deben registrar en la página web de EuroBillTracker el código de impresión y el número de serie de los billetes que pasan por sus manos, y esperar a que otro usuario los encuentre: a esta coincidencia se la denomina hit. Cada vez un usuario tenga una coincidencia —-un hit—- sabrá el lugar exacto desde donde ha venido el billete que tiene entre tus manos, y sabrá cuantos kilómetros ha recorrido y en cuanto tiempo.

## Presencia
El proyecto nació con la llegada del euro, y desde un principio se hizo muy popular en Finlandia -país en el que 1 de cada 60 billetes en circulación está registrado-, para posteriormente arraigar en los Países Bajos y la Europa Central. Hoy la página cuenta con más de 200 000 usuarios en toda Europa, que han registrado más de 200 millones de billetes, el equivalente a más de 2800 millones de euros. En España, sus más de 13 000 usuarios han registrado más de 7.7 millones de billetes.
Finlandia es el país con mayor número de usuarios, más de 35 000; mientras que Alemania es el país donde más billetes se han registrado, más de 71.2 millones. En lo que a ciudades se refiere, Helsinki seguida de París, son las localidades en las que EBT cuenta con más usuarios. Mientras que Viena y Berlín son las ciudades con mayor número de billetes en seguimiento.

## Estadísticas

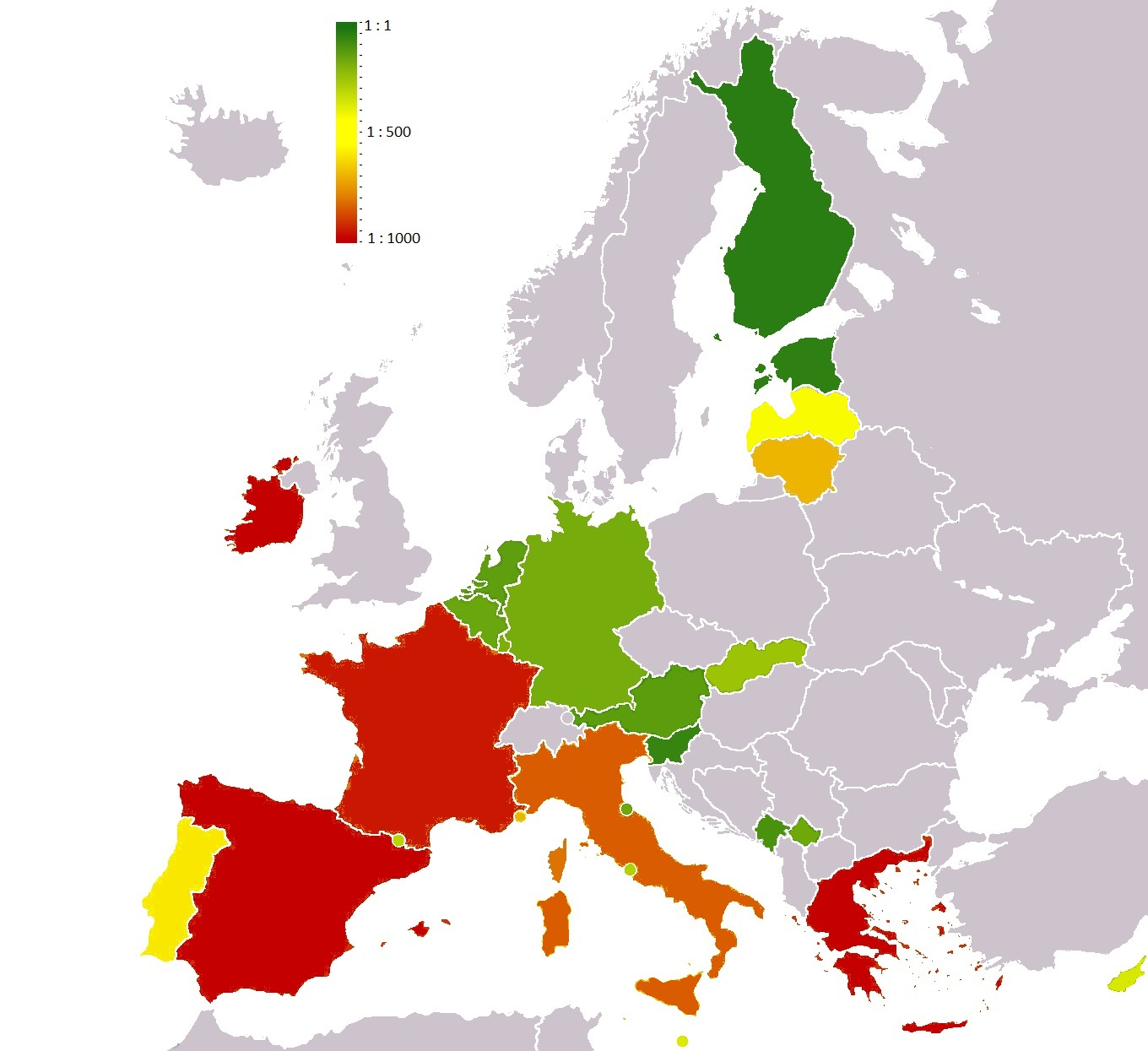
Un mapa de la Eurozona que muestra el cociente entre el número de hits y el total de billetes registrados en cada país. El verde representa un cociente más alto.

### General
- Valor total de los billetes registrados: 4 099 945 690 €
- Número de usuarios: 215 360
- Número de billetes registrados: 223 217 280
- Número de hits (billetes registrados más de una vez): 1 289 189

| Denominación | Billetes registrados |
| ------------ | -------------------- |
| 5 euros      | 92 378 748           |
| 10 euros     | 53 914 957           |
| 20 euros     | 44 012 814           |
| 50 euros     | 27 514 796           |
| 100 euros    | 4 204 200            |
| 200 euros    | 570 154              |
| 500 euros    | 616 911              |
| Fuentes.     |                      |

### Billetes registrados por año[5]
- 2002: 531 072
- 2003: 1 016 336
- 2004: 3 320 804
- 2005: 7 374 556
- 2006: 10 843 152
- 2007: 13 703 089
- 2008: 14 820 564
- 2009: 16 184 975
- 2010: 15 163 274
- 2011: 14 702 279
- 2012: 14 216 823
- 2013: 13 657 833
- 2014: 13 007 660
- 2015: 12 462 554
- 2016: 11 768 657
- 2017: 10 409 930
- 2018: 9 603 394
- 2019: 9 172 108
- 2020: 7 532 680
- 2021: 7 776 114
- 2022: 8 026 671
- 2023: 8 561 956
- 2024: 8 849 173

### Países[6]
Los diez países que más billetes se han registrado para su seguimiento son:
| País         | Billetes registrados |
| ------------ | -------------------- |
| Alemania     | 71 200 096           |
| Bélgica      | 26 198 926           |
| Finlandia    | 24 065 116           |
| Austria      | 23 004 882           |
| Países Bajos | 21 606 848           |
| Italia       | 13 012 724           |
| Francia      | 10 333 357           |
| Portugal     | 9 800 169            |
| España       | 7 540 460            |
| Eslovenia    | 4 905 986            |

Los diez países en los que el proyecto EBT cuenta con mayor número de usuarios son, en este orden: Finlandia, Alemania, Francia, Bélgica, Países Bajos, Italia, Portugal, España, Austria, y Eslovenia. 

### Ciudades[7][8]
Las diez ciudades en las que se han registrado un mayor número de billetes son:
| Ciudad      | Billetes registrados |
| ----------- | -------------------- |
| Viena       | 8 597 418            |
| Berlín      | 5 425 092            |
| Hagen       | 3 229 605            |
| Helsinki    | 3 079 059            |
| Núremberg   | 2 863 241            |
| Klagenfurt  | 2 854 167            |
| Groninga    | 2 709 062            |
| Helmbrechts | 2 438 517            |
| Bochum      | 2 303 098            |
| Düsseldorf  | 2 273 866            |

Además, se ha superado el millón de billetes registrados en las ciudades siguientes: Graz, Múnich, Erfurt, Lisboa, Frankfurt, Linz, Kouvola, Kiel, Hilden, Lizzano, Tampere, Kassel, Liubliana, París, Brujas, Amadora, Hamburgo y Amberes.
Por su parte, las 10 poblaciones con mayor número de participantes en el proyecto EBT son, en orden de más a menos: Helsinki, París, Lisboa, Viena, Tampere, Madrid, Espoo, Berlín, Turku, y Oulu. 